# Hochgrat
Hochgrat er et 1.832 m højt bjerg i Allgäuer Alperne i Bayern i Tyskland. Det er det højeste bjerg i Nagelfluhkette, i Naturpark Nagelfluhkette og hausberg i Oberstaufen.
Svævebanen Hochgratbahn fører fra Weißachtal til Bergstation på en vestlig skulder af Hochgat i 1.634 meters højde ved Staufner Haus. Hochgrat er kendt for sin udsigt til bjerget Säntis og til Bodensee, samt for skipisterne og vandremulighederne. Fjernvandrevejene E4 og E5 fører over Hochgrat.